# Lichtputzer

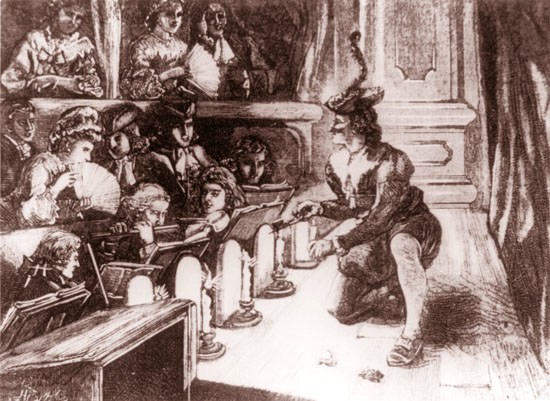
Ein kostümierter Lichtputzer kürzt die Dochte des Rampenlichts, vor 1800

Der Lichtputzer ist ein historischer Beruf aus der Zeit, als die Beleuchtung vorwiegend von Talg-Kerzen herstammte. Er pflegte und überwachte deren Feuer.

## Tätigkeit
Durch das Material und die asymmetrische Verflechtung ist bei heutigen Kerzen gewährleistet, dass der Docht von einer bestimmten Länge an vollständig abbrennt. Dies war zur Zeit der Kerzenbeleuchtung bis ins 19. Jahrhundert hinein noch nicht gegeben. Die Kerzen begannen zu rußen und zu flackern, wenn der Docht zu lang wurde, und mussten daher mindestens jede halbe Stunde „geschneuzt“ werden: Das heißt, dass der Docht mit einer speziellen Dochtschere durchgeschnitten und die glühende Schnuppe entfernt wurde. Für die vielen hundert Kerzen in größeren Räumen brauchte es Berufsleute, die unentwegt die Dochte kürzten. Es erforderte einige Geschicklichkeit, den Docht in der Eile nicht zu kurz zu schneuzen, was die Kerze zum Erlöschen gebracht hätte.
Die Lichtstärke einer Talgkerze verringerte sich nach 11 Minuten auf 39 % und nach 29 Minuten auf 16 % des Anfangswerts. Die regelmäßige Wartung der Kerzen reduzierte also deren Anzahl und damit den Brennstoffverbrauch erheblich. Hohe Materialkosten und geringe Personalkosten begünstigten den Beruf.
Die Lichtputzer, die diese Arbeit verrichteten, aber auch die Kerzen mit Spänen anzündeten, mit dem Kerzenlöscher auslöschten und erneuerten, waren zugleich Brandwachen. Sie gehörten zu den Bediensteten untersten Ranges. Im Urteil der Zeitgenossen ist der Lichtputzer ein allgegenwärtiger, unentbehrlicher, wenig qualifizierter, aber verantwortungsvoller Beruf.
Im Theater musste ein Lichtputzer die Bühne betreten, um die Kerzen des Rampenlichts zu schnäuzen, was Anlass zu zahlreichen Scherzen gab, da er zu dieser Aufgabe kostümiert wurde, aber oft wenig Kunstverstand besaß.
Den Beruf des Lichtputzers gab es vom 17. bis ins 18. Jahrhundert. Als im 17. Jahrhundert Schauspiele nicht mehr unter freiem Himmel stattfanden, benötigten die Theater Lichtputzer. Sie schnitten nicht nur die Dochte zurück; sie richteten auch verformte Kerzen auf, füllten Öl in die Lampen und reinigten die als Reflektoren dienenden Spiegel. Mit der Hilfe des Lichtputzers konnten im Theater die Besucher das Geschehen sowohl auf der Bühne als auch im Zuschauersaal verfolgen.
Als 1783 die Argand-Lampe mit rohrförmigem Docht und Glaszylinder erfunden wurde, die kaum rußte, wurde der Lichtputzer nicht mehr benötigt.

## Literarische Verwendung und übertragene Bedeutung
In Goethes frühem Schwank Jahrmarktsfest zu Plundersweilern (1778) springt der Lichtputzer für den Hanswurst in der Komödie ein. Die Aufklärer im 18. Jahrhundert wurden oft abschätzig „Lichtputzer“ genannt. Johann Gottlieb Fichte sei etwa als „der Lichtputzer unserer Zeit“ bezeichnet worden, so behauptet Heinrich Luden 1814. Der Nachtwächter Benedict im gleichnamigen Stück (1810) von Ignaz Aurelius Feßler erklärt: „Gebt Regenten, Ministern, Feldherrn geschickte Lichtputzer, so wird es heller und sicherer in der Welt.“